# Live (Jonas Brothers)
Live è un album live dei Jonas Brothers, pubblicato il 26 novembre 2013, contenente dieci tracce live del loro tour estivo del 2013 e cinque tracce inedite registrate in studio.

## Tracce
1. First Time – 4:54 (Joe Jonas, Nick Jonas, Kevin Jonas, Paul Shelton III)
2. Paranoid – 4:08 (Joe Jonas, Nick Jonas, Kevin Jonas, Cathy Dennis, John Fields)
3. Pom Poms – 3:33 (Joe Jonas, Nick Jonas, Kevin Jonas, Paul Shelton III)
4. World War III – 3:29 (Nick Jonas)
5. Thinking 'bout You
6. A Little Bit Longer – 2:59 (Nick Jonas)
7. When You Look Me in the Eyes – 4:15 (Joe Jonas, Nick Jonas, Kevin Jonas, PJ Bianco, Raymond Boyd, Kevin Jonas Sr.)
8. Burnin' Up – 3:11 (Joe Jonas, Nick Jonas, Kevin Jonas)
9. Lovebug – 4:18 (Joe Jonas, Nick Jonas, Kevin Jonas)
10. S.O.S – 3:46 (Nick Jonas)
11. Neon (Studio recording) – 3:36 (Nick Jonas, Joe Jonas, Paul Phamous)
12. The World (Studio recording) – 2:35 (Joe Jonas, Nick Jonas, Kevin Jonas, Gavin Rossdale, Zac Maloy)
13. Wedding Bells (Studio recording) – 4:04 (Nick Jonas)
14. What Do I Mean (Studio recording) – 3:23 (Nick Jonas)
15. Neon (Studio recording) – 3:35 (Nick Jonas)